# 이오지마의 모래 언덕
《이오지마의 모래 언덕》(영어: Sands of Iwo Jima, 일본어: 硫黄岛浴血战)는 존 웨인이 주연한 1949년 작품으로 태평양 전쟁에서 활약하는 미국 해병대를 소재로 한 전쟁 영화이다. 1943년 타라와 전투도 다루며, 마지막 부분은 이오섬에서 벌어진 이오지마 전투를 배경으로 하고 있다.
1940년대와 50년대에 할리우드에서 제2차 세계 대전을 소재로 한 흑백 영화들의 공통점은 제2차 세계 대전 당시 찍은 기록 영화 필름들을 대량으로 사용한다는 점이다. 최근의 전쟁 영화들이 모두 컴퓨터 그래픽을 이용하여 그럴싸하게 전투 장면을 재현하는 것과 달리 영화 필름과 기록 필름 모두 흑백인 관계로 싼 값에 실전 화면을 제공한 것이다. 이 영화도 마찬가지여서 전체 상영시간 110분 동안 대략 20분 이상이 실제 기록 필름이다. 때로는 기록 필름과 영화 필름을 합성한 경우도 있다.

## 개요
- 감독 : 알란 드완

### 출연
- 배우 : 존 웨인, 존 아걸, 아델 마라, 포레스트 터커, 제임스 브라운

## 잔지식
- IWOJIMA는 "이오지마"라고 읽어야 하나 대한민국에서는 영화 제목을 "일로지마"로 표기하였다. 2004년에 출시된 DVD에서도 이 제목을 그대로 사용하였다.
- 대한민국 DVD에서는 Marine(해병대)를 처음부터 끝까지 "해군(Navy)"이라고 번역하고 있다.
- 대한민국 DVD에서는 해군 헌병대를 가리켜 "해안 경비대"로 번역하고 있다.
- 미국 해병대는 1944년 이후 덕 헌터 위장무늬 군복을 사용하였으나, 영화에서는 철모와 군용 베낭만 덕 헌터 패턴이고, 나머지는 HBT 1943으로 추정되는 육군용 군복을 그대로 입고 있다. 실제로 당시 미 해병대는 덕 헌터 패턴과 HBT 1943 전투복을 혼용해서 사용했다.
- LVT-3으로 추정되는 LVT 시리즈의 상륙장갑차가 대량으로 등장한다.